# Tockoje
Tockoje je obec, administrativní centrum Tockého rajónu Orenburské oblasti Ruska.
Tockoje bylo založeno v srpnu roku 1736. Počet obyvatel je 6938.

## Geografie
Nachází se 200 km severozápadně od Orenburgu na levém břehu řeky Samara, kde se do ní vlévá malá říčka Soroka.

## Historie
Tockoje je jednou z prvních osad v Orenburské oblasti. Bylo založeno jako pevnost prvním šéfem orenburské expedice Ivanem Kirillovičem Kirillovým v srpnu roku 1736 podle vyhlášky carevny Anny Ivanovny. V roce 1773 posádka se připojila k vojskům Jemeljana Pugačova.
17. září 1833 obec navštívil Alexandr Sergejevič Puškin, když shromažďoval materiál pro příběh Kapitánská dcerka. Tocký hrad je zmiňován Puškinem v textu Historie Pugačeva. V letech 1914–1917 byl v tockém táboře český spisovatel Jaroslav Hašek, válečný zajatec číslo 294217. V táboře vypukla epidemie tyfu, během níž zemřelo mnoho vězňů. Hašek také onemocněl, ale přežil.
23. září roku 1919 agitvlakem „Říjnové revoluce“ navštívil obec Michail Kalinin. V letech 1941–1942 bylo v obci Tockoje jedno z center pro formování polské „Andersovy armády“. 14. září 1954 na tockém cvičišti 13 km severně od obce poprvé v Sovětském svazu bylo provedeno vojenské cvičení s použitím jaderných zbraní.

## Doprava
- Železnice: stanice Tockoje na trase Orenburg–Samara; vzdálenost do Orenburgu je 196 km.
- Silnice: trasa Orenburg–Samara; vzdálenost do Orenburgu je 202 km.

V blízkosti obce se nachází vojenské letiště „Tockoje“. V současné době není funkční. Probíhají zde pouze vojenská cvičení.

## Ekonomika
V obci byly strojírny Тоцкий машиностроитель, mlékárna, pekařství, typografický závod, lesní a další podniky. Podle Federální daňové služby, jsou všechny podniky uzavřeny.

## Osobnosti
- Rimma Šeršněvová – sovětská partyzánka
- Alexej Stereljuchin – hrdina Sovětského svazu